# 종이비행기 (2003년 드라마)
《종이비행기》는 2003년 2월 14일에 MBC에서 방영한 베스트극장이다.

## 등장 인물

### 주요 인물
- 강민호 : 인우 역 - 화실강사, 삽화작가
- 최지나 : 경진 역
- 하승리 : 하늘 역 - 인우와 경진의 딸

### 그 외 인물
- 김석옥 : 경진의 어머니 역
- 이지수
- 정재곤
- 구필우
- 김승현
- 송성희
- 장준영